# Rozszerzenie normalne
Rozszerzenie normalne – w teorii ciał rozszerzenie ciała o zbiór pierwiastków pewnej rodziny wielomianów.

## Definicja
Jerzy Browkin wyprowadza pojęcie rozszerzenia normalnego ciała w następujący sposób. Niech dane będzie pewne wyjściowe ciało oznaczane {\displaystyle K.} Można dla niego skonstruować pierścień wielomianów, oznaczany z kolei {\displaystyle K[x].} Następnie z tegoż pierścienia wybrać można dowolny podzbiór wielomianów, dla której to rodziny wielomianów z kolei matematyk wprowadza oznaczenie {\displaystyle F.} W końcu zbiór wszystkich pierwiastków wielomianów rodziny {\displaystyle F} autor oznacza przez {\displaystyle A} Dowolny element {\displaystyle a} wzięty z {\displaystyle A} jest więc pierwiastkiem pewnego wielomianu należącego do {\displaystyle K[x]}. Jako pierwiastek takiego wielomianu stanowi element algebraiczny nad ciałem {\displaystyle K}. Tak więc zbiór {\displaystyle A} zawiera te elementy domknięcia algebraicznego {\displaystyle a(K),} dla których istnieje należący do {\displaystyle F} wielomian {\displaystyle f,} który znika dla tych elementów, co zapisuje się jako {\displaystyle A=\{a\in a(K):\exists f\in Ff(a)=0\}}.
Ciało rozkładu wielomianów należących do {\displaystyle F} nazywa się wtedy rozszerzeniem normalnym ciała {\displaystyle K.} Inaczej mówiąc, ciało {\displaystyle L} stanowi rozszerzenie normalne ciała {\displaystyle K} wtedy i tylko wtedy, gdy {\displaystyle \exists FF\subset K[x]:L=K(A),} zachowując definicję A z paragrafu powyżej.

## Własności

### Rozszerzenie normalne rozszerzeniem algebraicznym
Jako że rozszerzenie algebraiczne oznacza rozszerzenie danego ciała {\displaystyle K} o elementy doń algebraiczne, czyli będące pierwiastkami pewnego niezerowego wielomianu {\displaystyle f\in K[x]}, rozszerzenie normalne {\displaystyle L} ciała {\displaystyle K} – o pewne pierwiastki wybranych wielomianów – z definicji musi być algebraiczne.

### Rozszerzenie normalne i skończone ciałem rozkładu i odwrotnie
Wybrawszy dowolny niezerowy wielomian {\displaystyle f\in K[x],} rozważać można ciało rozkładu tego wielomianu. Otrzymane w ten sposób rozszerzenie ciała {\displaystyle K} będzie skończone i normalne. Co więcej, własności te wiąże nie tylko implikacja, ale i równoważność. Mianowicie każde rozszerzenie {\displaystyle L} ciała {\displaystyle K,} jeśli jest zarazem skończone, jak i normalne, musi być ciałem rozkładu pewnego wielomianu {\displaystyle f\in K[x]}.
Własności tej dowodzi się następująco. Dla wybranego ciała {\displaystyle L} bierze się pewną rodzinę wielomianów {\displaystyle F\subset K[x]} w ten sposób, iżby stanowiło {\displaystyle L} złożenie ciał rozkładu wielomianów należących do {\displaystyle F.} Można to zrobić, jako że {\displaystyle L} jest rozszerzeniem normalnym ciała {\displaystyle K,} wtedy po prostu {\displaystyle L=K(A),} pamiętając, że przez {\displaystyle A} oznaczono zbiór pierwiastków wielomianów z {\displaystyle F}.
Następnie korzysta się z faktu, że {\displaystyle L} jest rozszeniem skończonym ciała {\displaystyle K.} Skoro tak, to istnieje skończony zbiór {\displaystyle \{a_{1},\dots ,a_{r}\}} taki, że po rozszerzeniu {\displaystyle K} o jego elementy otrzymuje się {\displaystyle L.} Ponieważ {\displaystyle L} jest rozszerzeniem o elementy zbioru {\displaystyle A,} rozpatrywany zbiór musi zawierać się w {\displaystyle A\colon \{a_{1},\dots ,a_{r}\}\subset A.} Nie trzeba tutaj brać koniecznie całego zbioru {\displaystyle A,} wystarczy jego maksymalny liniowo niezależny podzbiór.
Dla każdego elementu zbioru {\displaystyle \{a_{1},\dots ,a_{r}\}} bierze się następnie taki wielomian {\displaystyle f_{i}\in F,} który po podstawieniu doń {\displaystyle a_{i}} przyjmuje wartość {\displaystyle 0} (musi on istnieć, bo {\displaystyle L} jest rozszerzeniem o pierwiastki wielomianów z {\displaystyle F}). Wielomiany te można ze sobą pomnożyć, otrzymując wielomian {\displaystyle f=\prod _{i=1}^{r}f_{i}.} Oczywiście tak zdefiniowany wielomian {\displaystyle f\in K[x].} Ciało {\displaystyle M} rozkładu tegoż wielomianu {\displaystyle f} stanowi złożenie ciał rozkładów wszystkich wielomianów {\displaystyle f_{i}} od {\displaystyle 1} do {\displaystyle r.} Tak więc {\displaystyle M\subset L.} Co więcej, każde {\displaystyle a_{i}} z rozpatrywanego wyżej zbioru należeć musi do {\displaystyle M,} wobec czego i {\displaystyle L\subset M.} Z obustronnego zawierania się wywodzi się, że {\displaystyle M=L.} Jako że przez {\displaystyle M} oznaczono ciało rozkładu pewnego wielomianu {\displaystyle f\in K[x],} to samo tyczy się tożsamego z nim {\displaystyle L.} QED.

### Rozszerzenie normalne a zanurzenie i wielomian nierozkładalny z K[x]
Dla danego ciała {\displaystyle K} posiadającego rozszerzenie algebraiczne {\displaystyle L} dowodzi się, że {\displaystyle L} jest rozszerzeniem normalnym ciała {\displaystyle K} wtedy i tylko wtedy, gdy dla dowolnego {\displaystyle K}-zanurzenia {\displaystyle \varphi } przekształcającego {\displaystyle L} w domknięcie algebraiczne {\displaystyle a(K)} {\displaystyle \varphi (L)=L.} Każdy z tych warunków równoważny jest trzeciemu: każdy nierozkładalny wielomian {\displaystyle g} z {\displaystyle K[x]} o pierwiastku w ciele {\displaystyle L} rozkłada się w tym ostatnim na wielomiany liniowe z {\displaystyle L[x]}.
Równoważności tych dowodzi się razem. Wpierw {\displaystyle K}-zanurzenie {\displaystyle \varphi } przekształca {\displaystyle L} w {\displaystyle L.} Biorąc element {\displaystyle a\in L} będący pierwiastkiem {\displaystyle f\in K[x],} podstawia się doń {\displaystyle \varphi (a),} które z własności {\displaystyle K}-zanurzenia równe jest {\displaystyle \varphi (f(a)),} czyli {\displaystyle 0.} Umieszcza to {\displaystyle \varphi (a)} pośród pierwiastków {\displaystyle f\in K[x].} Tak więc rozpatrywane zanurzenie przekształca zbiór pierwiastków {\displaystyle f} z {\displaystyle L} na ten sam zbiór. Wobec tego zbiór pierwiastków wielomianów {\displaystyle A} (zgodnie z powyżej przyjętymi oznaczeniami) również przekształcony zostanie w {\displaystyle A.} Jako że w takim razie {\displaystyle L=K(A),} to {\displaystyle \varphi (L)=\varphi (K(A))=K(\varphi (A))=K(A)=L.} W ten sposób otrzymuje się drugą własność z pierwszej.
By otrzymać trzecią własność z drugiej, oznacza się przez {\displaystyle a\in L} pierwiastek wielomianu nierozkładalnego {\displaystyle g\in K[x].} Inny jego pierwiastek oznacza się jako {\displaystyle b\in a(K).} Istnieje {\displaystyle K}-izomorfizm {\displaystyle \varphi '} przekształcający ciało {\displaystyle K(a)} w ciało {\displaystyle K(b),} który z kolei rozszerzyć można do izomorfizmu {\displaystyle \varphi } z {\displaystyle L} w {\displaystyle a(K)} (gdyż te właśnie ciała zawierają wspomniane pierwiastki). Korzystając z tego, że {\displaystyle \varphi (L)=L,} jak również z tego, że {\displaystyle \varphi (K(a))} nie różni się od {\displaystyle \varphi '(K(a)),} równego z kolei {\displaystyle K(b),} wnioskuje się, że musi się {\displaystyle K(b)} zawierać w {\displaystyle L.} Tak i {\displaystyle b\in L.} Jako że nie nakładano żadnych dodatkowych ograniczeń na {\displaystyle b,} musi to dotyczyć dowolnego pierwiastka {\displaystyle g.} Skoro więc każdy pierwiastek wielomianu {\displaystyle g} należy do ciała {\displaystyle L,} to musi być ten wielomian rozkładalny na wielomiany liniowe z {\displaystyle L[x]}.

## Przykłady
- Rozszerzenie {\displaystyle \mathbb {Q} ({\sqrt {2}},{\sqrt {3}})/\mathbb {Q} } jest normalne, bo jest ciałem rozkładu wielomianu {\displaystyle f(x)=(x^{2}-2)(x^{2}-3)\in \mathbb {Q} [x].}